# Mieczysław Klimek (dyplomata)
Mieczysław Klimek (ur. 1 kwietnia 1931, zm. 8 sierpnia 2012) – polski dyplomata, ambasador w Tanzanii (1987–19??). 

## Życiorys
Mieczysław Klimek był wieloletnim pracownikiem Ministerstwa Spraw Zagranicznych. Pracował jako attaché na placówce w Rangunie, sekretarz w ambasadzie w Addis Abebie, radca w ambasadzie w Kairze. Od 1987 był ambasadorem PRL w Tanzanii. Był pierwszym polskim ambasadorem akredytowanym równocześnie także na Mauritiusie. 
Żonaty. Miał córkę i syna. Pochowany na cmentarzu komunalnym Północnym w Warszawie.